# Syllepte malgassanalis
Syllepte malgassanalis là một loài bướm đêm trong họ Crambidae.